# Camptotypus apicalis
Camptotypus apicalis är en stekelart som först beskrevs av Brulle 1846.  Camptotypus apicalis ingår i släktet Camptotypus och familjen brokparasitsteklar. Inga underarter finns listade.